# Elaenia pelzelni
El fiofío pardo (Elaenia pelzelni), también denominado elaenia turdina (en Colombia), elenia mirla (en Colombia), fío-fío pardusco (en Perú) o fío-fío castaño, es una especie de ave paseriforme de la familia Tyrannidae perteneciente al numeroso género Elaenia. Es nativo de la región amazónica en América del Sur.

## Distribución yhábitat
Se distribuye por el río Amazonas y sus mayores afluentes en el noreste de Perú (río Napo), Brasil (río Juruá, río Madeira, bajo río Xingu, río Iriri) y extremo norte de Bolivia (río Beni, río Madre de Dios); también en el extremo sureste de Colombia.
Esta especie es considerada poco común y local en sus hábitats naturales: el bosque ripario y sus bordes, en islas fluviales, abajo de los 200 m de altitud.

## Descripción
Mide 18 cm de longitud. Es una Elaenia grande y parduzca. La cabeza presenta una pequeña mancha blanca en la corona, casi siempre oculta y que puede estar ausente en las hembras. Por arriba es de color pardo apagado, las alas más oscuras, con dos barras de color pardo amarillento oscuro. Por abajo es de color pardo grisáceo sucio, blanquecino en el medio vientre. Diferente de todas las otras Elaenias, el fiofío pardo no muestra nada de color oliva.

## Comportamiento
Prefiere regiones boscosas dominadas por árboles de Cecropia donde es notablemente inconspícua cuando comparada con sus congéneres.

### Alimentación
Se sabe casi nada sobre sus hábitos ecológicos. Se presume que su dieta consiste de insectos y pequeños frutos y parece ser bastante heterogénea en relación con el estrato del bosque donde forrajea, desde los niveles bajos hasta el dosel.

### Vocalización
Su llamado más frecuente es un claro y repetitivo «cliu» y un más agudo «kíu-ik».

## Sistemática

### Descripción original
La especie E. pelzelni fue descrita por primera vez por el ornitólogo alemán Hans von Berlepsch en 1907 bajo el mismo nombre científico; la localidad tipo es: «Lamalonga, Río Negro, Brasil.»

### Etimología
El nombre genérico femenino «Elaenia» deriva del griego «ελαινεος elaineos» que significa ‘de aceite de oliva’, ‘oleaginosa’;  y el nombre de la especie «pelzelni», conmemora al ornitólogo austríaco August von Pelzeln (1825–1891).

### Taxonomía
Es monotípica.